# Cristian Poteraș
Cristian Constantin Poteraș (n. 29 iulie 1965, București, România) este un politician român, membru al PD-L, fost primar al Sectorului 6 din București în două mandate (2004-2012).

## Activitate politică
A fost membru al Partidul Național Liberal, dar în urma separării în 2007 a Partidului Liberal-Democrat din acesta, a trecut la formațiunea nou-creată.

## Condamnare penală
La data de 2 martie 2011, Cristian Poteraș a fost trimis în judecată pentru abuz în serviciu, împreună cu alți șase funcționari publici din cadrul Primăriei Sectorului 6.
Ei au fost acuzați că au retrocedat ilegal, în 2006, șase terenuri din București.
Cu o suprafață totală de 119.647 metri pătrați, aceste terenuri valorau 58,2 milioane de euro la momentul respectiv.
Cristian Poteraș a fost condamnat definitiv pe 22 mai 2015 de către magistrații Curții de Apel din București la 8 ani de închisoare cu executare în dosarul de abuz în serviciu privind eliberarea unor titluri de proprietate pentru terenuri intravilane.
Tribunalul București a decis, marți 2 iunie 2020, eliberarea condiționată a fostului primar al Sectorului 6 Cristian Poteraș, care executa o pedeapsă de 8 ani de închisoare pentru abuz în serviciu. Decizia instanței este definitivă.

## Vezi și
- Lista primarilor sectoarelor bucureștene după 1989